# Região Metropolitana de Joanesburgo

Mapa da Grande Joanesburgo.

A Região Metropolitana de Joanesburgo é a área que rodeia a cidade de Joanesburgo, na África do Sul. Concentra uma população de mais de 8,3 milhões de habitantes. Inclui Joanesburgo e as áreas do Rand do Leste ou East Rand e Rand do Oeste ou West Rand. Freqüentemente é referida como Witwatersrand ou simplesmente Rand, pela cadeia de serras baixas que passam pela área. Desde 2005, está integrada por unidades de administração municipal diferentes, incluindo Ekhuruleni (composta de Rand do Leste), a Municipalidade de Distrito West Rand (Rand do Oeste) e Joanesburgo.
A região metropolitana é em linhas gerais elíptica em sua forma, com mais desenvolvimento arredor da cidade principal de Joanesburgo. A área se estende por quase 100 quilômetros (60 milhas) em direção Leste-Oeste desde Randfontein a Nigel, e do sul ao norte por aproximadamente 60 quilômetros (37 milhas) de Midrand à Orange Farm e Vosloorus. A área urbanizada continua é de uns 1.300 km² (502 mi²), sendo com muito a maior cidade na África em termos de conurbação.
O crescimento da Grande Joanesburgo esteve ao princípio em grande parte baseado no descobrimento de ouro, e a área urbana se desprega ao largo da costeira de ouro de Leste ao Oeste. Nos últimos 30 anos, houve um crescimento considerável ao norte, enquanto Joanesburgo amplia-se. Sandton, criada em 1969 como uma área municipal separada ao norte de Joanesburgo, é onde tem ocorrido a maior parte do novo crescimento comercial.
De acordo com a definição da área metropolitana, Joanesburgo é multi - modular, com vários centros que são importantes por direito próprio: estes compreendem a Sandton, Randburg, Midrand, Germiston, Roodepoort, Kempton Park, Boksburg, Benoni e Springs.
O eixo de incluir os Rand do Leste e do Oeste em Joanesburgo, assim como Soweto, está baseado em vários fatores:
- A área compartilha o mesmo prefixo, onde Telkom está considerando alocar um segundo prefixo para a área (o novo código provavelmente será 010).
- Os recintos universitários de Rand do Leste e Soweto da antiga Universidade Vista estão incorporados com a Universidade de Joanesburgo.
- O Aeroporto Internacional Oliver Tambo, que atende a Joanesburgo, está localizado no Rand Leste (Ekurhuleni).
- Roodepoort, tradicionalmente parte do West Rand, foi incorporado a Municipalidade Metropolitana da Cidade de Joanesburgo em 2000, enquanto Soweto, sempre considerada como cidade de irmã de Joanesburgo ou município principal durante o Apartheid, foi administrado como parte do Rand Oeste no passado.
- Os residentes tanto do Rand do Leste como do Oeste freqüentemente trabalham em Joanesburgo.
- As zonas não somente estão fortemente unidas economicamente, mas que também os eixos de transporte existentes também têm criado fortes laços funcionais entre Joanesburgo e a zona de influência.
- As rotas de transporte entre Joanesburgo, parte de Rand do Leste e do Oeste compartilham o mesmo sistema de numeração de rotas metropolitanas.
- As áreas tem sido separadas por objetivos administrativos, mas está claro que a aglomeração urbana atua em conjunto. Naude e Krugell notam que "Joanesburgo e a Metrópole do Ran Leste, aonde por objetivos (legais) administrativos resultam duas entidades, formam uma grande aglomeração urbana. Se um inclui o Rand do Leste como parte da Cidade de Joanesburgo, então o domínio de Joanesburgo como cidade "Premium" na África do Sul torna-se clara. "

Durante anos, Joanesburgo e Pretória (a área metropolitana Tshwane) também tem estado crescendo juntas, e as duas cidades compartilham uma fronteira comum. Tem-se alçado perguntas em quanto assim tem começado a funcionar como uma, e se esta constitui uma extensão da área metropolitana para incluir Pretória. A investigação sugere, no entanto, que Pretória é uma área metropolitana por próprio direito, e que Joanesburgo e Pretória realmente formam o princípio de um sistema de megalópole, com Joanesburgo como seu ápice. A inclusão de outra área metropolitana principal ao sul de Joanesburgo, o Triângulo do Vaal, também forma parte desta megalópole, como um primeiro conceito cunhado e definido pelo geógrafo francês Jean Gottmann.
Joanesburgo está registrada em ter uma população de área metropolitana de quase 8 milhões, aproximadamente dois quintos do tamanho da Grande Nova York.
Ainda hoje, não há nenhuma autopista que atravesse o comprimento inteiro do Rand, mas está projetado ampliar a autopista N17 de Joanesburgo Central à Krugersdorp, de modo que um automobilista possa cruzar a área em menos de uma hora. A nova extensão da autopista será pedagiada.
A Universidade de Witwatersrand, assim como a Universidade de Joanesburgo, construídas para servir aos residentes da área inteira, está localizada em Joanesburgo.

## Principais cidades
- 1. Joanesburgo - 4.387.679
- 2. Pretória - 2.245.348
- 3. East Rand - 810.000
- 4. West Hand - 744.168
- 5. Alexandra (Gauteng) - 470.000
- 6. Vereeniging - 350.000
- 7. Krugersdorp - 290.000
- 8. Springs - 200.000
- 9. Handfontein - 181.940
- 10. Daveyton - 151.659